# Colegiul Național Emanuil Gojdu din Oradea
Colegiul Național Emanuil Gojdu din Oradea este o instituție de învățământ preuniversitar din Oradea înființată în anul 1896 ca Școală Reală Superioară de Stat. Clădirea monument istoric a fost ridicată pe malul Crișului Repede după planurile arhitectului Ferenc Knapp. 
În prezent la Colegiul Național „Emanuil Gojdu“ învață 1.000 elevi, cuprinși în învățământul liceal și gimnazial.

## Istorie
La 15 iunie 1919 a fost adoptat actul de înființare a liceului românesc. La 1 august 1919 au început prenotările elevilor, în 2 octombrie are loc primul consiliu profesoral, iar în 5 octombrie se face inaugurarea solemnă a noului anului școlar. Între anii 1920–1923 liceul parcurge o perioadă de tranziție, perioadă în care se trece la tipul de organizare a școlilor din Vechiul Regat, prin înlocuirea programei maghiare din 1883 cu cea a lui Spiru Haret și, în paralel, prin înlocuirea limbii de predare maghiară cu cea română.
Din 1923 până în 1939 Liceul „Emanuil Gojdu“ a contribuit la întărirea culturii române la Oradea. Corpul profesoral a îndeplinit cu cinste de aceasta misiune, fiind un animator al vieții culturale locale, fapt pentru care liceul și-a câștigat un frumos renume între liceele românești din Transilvania și din țară.
În urma Dictatului de la Viena, Oradea trecând sub ocupație maghiară, liceul a devenit secție română a liceului maghiar din Oradea. Prin exodul populației române, în special al tineretului școlar, cât și prin expulzarea practicată de autoritatea maghiară, efectivul de elevi și profesori a fost foarte redus în aceasta perioadă, existența școlii române plutind între a fi și a nu fi.
Eliberarea Oradei la 12 octombrie 1944 atrage reînființarea liceului românesc sub denumirea de „Liceul român de stat“, acțiunea de refacere a liceului de pe malul Crișului Repede începând chiar înainte de a se reinstala administrația statului român. De la 1 septembrie 1945 liceul își reia vechea denumire. În anii 1950 s-a numit Liceul Real de Stat nr. 1 Oradea. Cursurile liceale începeau din clasa a 8-a și durau trei ani, absolvirea fiind în clasa a zecea. Denumirea a fost schimbată și reatribuită, în 6 septembrie 1970.

## Elevi
- Imre Horváth (1906–1993), scriitor
- Ferenc Boros (1908–1963), pastor reformat
- Caius Iacob (1912–1992), academician, profesor de matematică, senator creștin-democrat
- Vasile Hossu (1919–1997), episcop greco-catolic
- Gheorghe Bulgăr (1920–2002), filolog
- Ioan Șereș (1920–1997), medic veterinar, pictor
- György Harag (1925–1985), regizor
- Dorin Poenaru (n. 1936), fizician
- Ilie Bolojan (n. 1969), primar al Oradiei, prim-ministru al României

## Publicații
Prima revistă școlară în limba română din Oradea a fost publicația „Sf. Gheorghe“ a liceului „Emanuil Gojdu“. La 1 decembrie 1937 a apărut o altă publicație a liceului, revista „Țara visurilor noastre“.